# Plasticsoep in de Zuidelijke Atlantische Oceaan

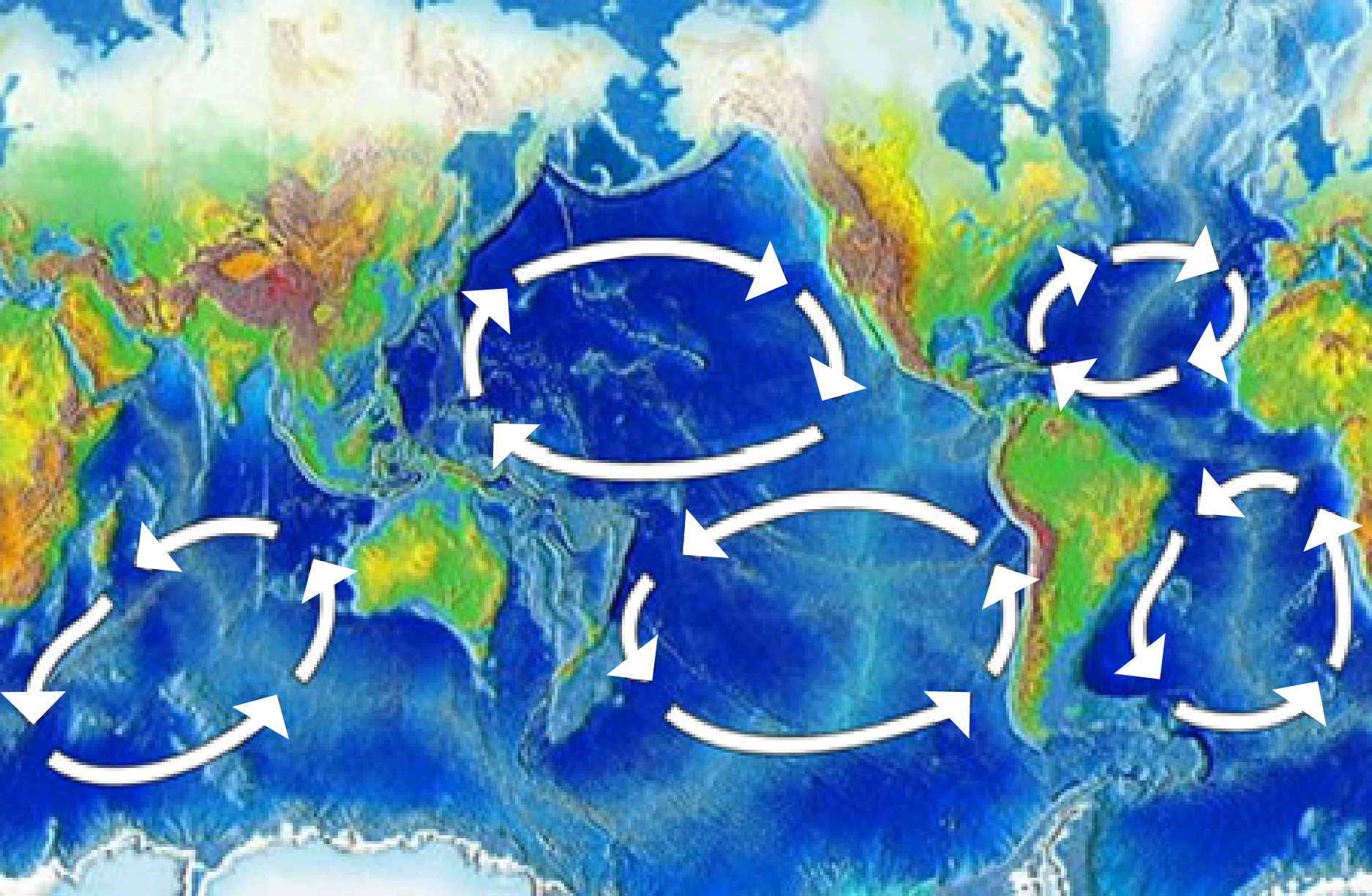
Een van de vijf plasticsoepen in de oceanen

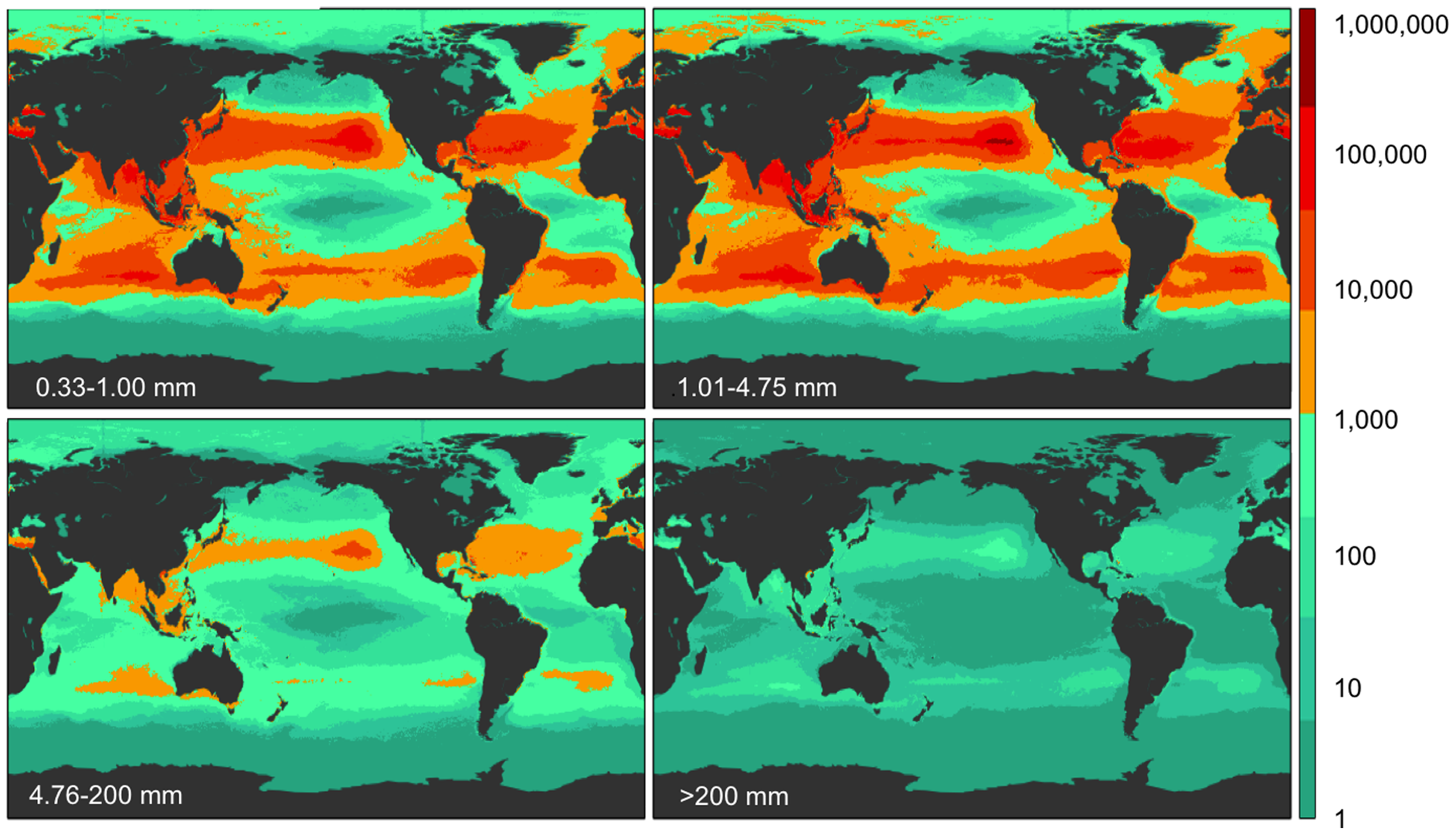
Deze afbeelding toont de verspreiding van plastic fragmenten van verschillende groottes

De plasticsoep in de Zuidelijke Atlantische Oceaan is een gebied in de Atlantische Oceaan van door de mens veroorzaakt zeeafval dat drijvend in de Zuid-Atlantische gyre is aangetroffen.

## Ontdekking
Het bestaan van de plasticsoep in de Noordelijke Grote Oceaan, de eerste die werd ontdekt, werd voorspeld in een paper uit 1988 die werd gepubliceerd door de National Oceanic and Atmospheric Administration (NOAA). De voorspelling was gebaseerd op resultaten verkregen door verschillende in Alaska gevestigde onderzoekers tussen 1985 en 1988 die neustonisch plastic hadden gemeten in de noordelijke Stille Oceaan.
In 2010 ging het 5 Gyres-project van start op de eerste van zijn geplande reeks transoceanische reizen om te bepalen of de Zuid-Atlantische Oceaan, de Zuid-Pacifische Oceaan en de Indische Oceaan op dezelfde manier werden beïnvloed als de Noord-Pacifische en Noord-Atlantische wateren.
De plasticsoep in de Zuidelijke Atlantische Oceaan werd in 2014 ontdekt.

## Actie om bewustzijn te creëren
Op 11 april 2013 richtte kunstenaar Maria Cristina Finucci The Garbage Patch State op bij UNESCO in Parijs om bewustzijn voor de plasticsoepen te creëren.